# Jeff Madrick
Jeffrey G. Madrick (15 de julio de 1947 - ) es un periodista, consultor y analista experto en economía. Madrick es editor de Challenge: The Magazine of Economic Affairs, profesor visitante de humanidades de The Cooper Union y director del centro de investigación Economic Policy Analysis de la New School de New York. En su juventud estudió en las universidades de Nueva York y Harvard. En esta última disfrutó de la beca Joan Shorestein.
Madrick también ha trabajado como columnista del Harper's Magazine y publica regularmente en The New York Review of Books,  así como de columnista experto en asuntos económicos para The New York Times. También ha realizado contribuciones para la prensa en línea, entre las que destacan las realizadas para The Daily Beast y el Huffington Post.
Jeff es autor de un gran número de libros sobre economía política, entre los que destacan Taking America y The End of Affluence, ambos incluidos por The New York Times en la categoría de libros más destacados del año. Taking America también fue elegido por Business Week como uno de los diez mejores libros del año. Además su libro The Case for Big Government fue finalista del PEN Galbraith Award en la categoría de no ficción. 
Tanto en las obras anteriores como en otras no tan premiadas como Why Economies Grow. The Forces that Shape Prosperity and How We Can Get Them Working Again del años 2002 o Age of Greed: The Triumph of Finance and the Decline of America, 1970 to the Present del año 2012, el autor critica la desregulación de los mercados financieros como una de las causas principales del hundimiento de la economía estadounidense y, en la primera obra propone como alternativa la expansión de la demanda pública, como base no sólo del crecimiento económico, sino también de la reducción de las desigualdades. Estas ideas están en la base de toda su obra económica.
Madrick compagina su papel como académico y divulgador de su pensamiento económico, cercano a posturas neokeynesianas, en medios tan diversos como  The Boston Review, The Washington Post, The Los Angeles Times, Institutional Investor, The Nation, American Prospect, The Boston Globe, Newsday,  a lo que hay que añadir su ya citada columna en el The New York Times y sus aportaciones en The Daily Beast y el Huffinton Post.  También ha aparecido en populares programas de la televisión estadounidense defendiendo sus tesis económicas, tales como Charlie Rose, The NewsHour with Jim Lehrer, NOW With Bill Moyers y Frontline. En el pasado fue editor de temas económicos en el  Business Week Magazine y comentarista en la NBC News. Entre los diversos premios que ha acumulado a lo largo de su dilatada carrera profesional destacan un Emmy y un Page One Award.
En el plano político destacan sus colaboraciones como asesor de importantes políticos estadounidenses, entre ellos el senador Edward M. Kennedy.